# España en los Juegos Olímpicos de Montreal 1976
España estuvo representada en los Juegos Olímpicos de Montreal 1976 por una delegación de 114 deportistas (103 hombres y 11 mujeres) que participaron en 13 deportes. El portador de la bandera en la ceremonia de apertura fue el boxeador Enrique Rodríguez Cal.
Responsable del equipo olímpico fue el Comité Olímpico Español (COE), así como las federaciones deportivas nacionales de cada deporte con participación.

## Medallas
El equipo olímpico español consiguió durante los Juegos las siguientes medallas:
| Nombre | Deporte    | Competición | Fecha       |
| --- | ---------- | ----------- | ----------- |
| Oro |            |             |             |
| — |            |             |             |
| Plata |            |             |             |
| José María Esteban Celorrio José Ramón López Díaz Herminio Menéndez Rodríguez Luis Gregorio Ramos Misioné | Piragüismo | K4 1000 m M | 31 de julio |
| Antonio Gorostegui Ceballos Pedro Lluís Millet Soler                                                      | Vela       | 470 M       | 27 de julio |
| Bronce |            |             |             |
| — |            |             |             |

### Por deporte
| Evento     | Oro | Plata | Bronce | Total |
| ---------- | --- | ----- | ------ | ----- |
| Piragüismo | 0   | 1     | 0      | 1     |
| Vela       | 0   | 1     | 0      | 1     |
| TOTAL      | 0   | 2     | 0      | 2     |

## Diplomas olímpicos
En estos Juegos como venía sucediendo desde los Juegos Olímpicos de Londres 1948 y como sucedería hasta los de Los Ángeles 1984 recibían diploma olímpico los atletas clasificados hasta el sexto puesto. En total se consiguieron 7 diplomas olímpicos en diversos deportes, de estos 2 correspondieron a diploma de cuarto puesto, 2 de quinto y 3 de sexto.
| Nombre | Deporte             | Competición        | Fecha       |
| --- | ------------------- | ------------------ | ----------- |
| 4.° |                     |                    |             |
| Herminio Menéndez Rodríguez | Piragüismo          | K1 500 m           | 30 de julio |
| Guillermo del Riego José Seguín Santos | Piragüismo          | K2 500 m           | 30 de julio |
| 5.° |                     |                    |             |
| José Luis de Frutos | Judo                | –80 kg             | 28 de julio |
| Guillermo del Riego José Seguín Santos | Piragüismo          | K2 1000 m          | 31 de julio |
| 6.° |                     |                    |             |
| Mariano Haro | Atletismo           | 10 000 m           | 26 de julio |
| Luis Álvarez de Cervera (Acorne) Eduardo Amorós Lluch (Limited Edition) José María Rosillo Torres (Agamenon) Alfonso Segovia Segovia (Val de Loire) | Hípica              | Saltos por equipos | 1 de agosto |
| Equipo | Hockey sobre hierba | Torneo masculino   | 30 de julio |

## Participantes por deporte
De los 21 deportes (24 disciplinas) reconocidos por el COI en los Juegos Olímpicos de verano, se contó con representación española en 13 deportes (14 disciplinas). 
| N.º | Deporte                        | H   | M  | T   |
| 1   | Atletismo                      | 16  | 1  | 17  |
| 2   | Baloncesto                     | 0   | 0  | 0   |
| 3   | Balonmano                      | 0   | 0  | 0   |
| 4   | Boxeo                          | 5   | –  | 5   |
| 5   | Ciclismo en ruta               | 4   | –  | 4   |
| 5   | Ciclismo en pista              | 0   | –  | 0   |
| 6   | Esgrima                        | 0   | 0  | 0   |
| 7   | Fútbol                         | 16  | –  | 16  |
| 8   | Gimnasia artística             | 3   | 3  | 6   |
| 9   | Halterofilia                   | 1   | –  | 1   |
| 10  | Hípica                         | 4   | 0  | 4   |
| 11  | Hockey                         | 16  | –  | 16  |
| 12  | Judo                           | 2   | –  | 2   |
| 13  | Lucha                          | 0   | –  | 0   |
| 14  | Natación                       | 9   | 5  | 14  |
| 14  | Saltos                         | 1   | 2  | 3   |
| 14  | Waterpolo                      | 0   | –  | 0   |
| 15  | Pentatlón moderno              | 0   | –  | 0   |
| 16  | Piragüismo en aguas tranquilas | 7   | 0  | 7   |
| 17  | Remo                           | 0   | 0  | 0   |
| 18  | Tiro                           | 9   | –  | 9   |
| 19  | Tiro con arco                  | 0   | 0  | 0   |
| 20  | Vela                           | 10  | 0  | 10  |
| 21  | Voleibol                       | 0   | 0  | 0   |
|     | TOTAL                          | 103 | 11 | 114 |